# Fraccionamiento Electricistas
Fraccionamiento Electricistas är en ort i Mexiko.   Den ligger i kommunen Córdoba och delstaten Veracruz, i den sydöstra delen av landet, 240 km öster om huvudstaden Mexico City. Fraccionamiento Electricistas ligger 867 meter över havet och antalet invånare är 222.
Terrängen runt Fraccionamiento Electricistas är huvudsakligen kuperad, men den allra närmaste omgivningen är platt. Runt Fraccionamiento Electricistas är det tätbefolkat, med 570 invånare per kvadratkilometer. Närmaste större samhälle är Córdoba, 2,6 km öster om Fraccionamiento Electricistas. Trakten runt Fraccionamiento Electricistas består till största delen av jordbruksmark.